# 黯黑史詩
黯黑史詩（英語：Epica）是荷蘭的交響金屬樂團，2002年由前萬世沉淪的吉他手馬可·揚森組成。2003年透過傳動唱片發行首張錄音室專輯《魅影幻象》，2005年發行續作《物換星移》，登上荷蘭專輯排行榜第12名。他們在傳動唱片破產後改簽給核爆唱片，並於2007年發行第三張專輯《完美陰謀》，登上荷蘭專輯排行榜第9名。2009年第四張專輯《宇宙編年史》獲得更大成功，登上荷蘭專輯排行榜第8名，在許多歐洲鄰國的排行榜上取得成績，獲得相當程度的好評。
黯黑史詩在2012年的第五張專輯《冷漠安魂曲》受到更多音樂評論家歡迎，開始取得國際上的成功，登上美國告示牌二百強專輯榜第105名、日本公信榜第172名。2014年，樂團發行第六張專輯《量子之謎》後，繼續獲得市場成功，登上告示牌二百強專輯榜第110名，在家鄉荷蘭也拿到第4名。2015年6月，鑒於在國際上成功推廣荷蘭藝術，黯黑史詩獲頒布馬音樂輸出獎。2016年，樂團發行了第七張專輯《全息主義》，登上告示牌二百強專輯榜第139名。
樂團人聲表現以優美的女性清腔搭配殘暴的男性吼腔，交織出歌劇《美女與野獸》、天使與魔鬼般的鮮明衝突感，加上重金屬樂手的侵略性和管弦樂團的恢弘氣勢，呈現十分濃郁的旋律性。樂團的音樂風格以傾向哥德金屬的交響金屬為主幹，兼具一些死亡金屬和旋律死亡金屬的特徵，電吉他演奏上則擁有鞭擊金屬和蠱戮金屬特色的即興重覆段，爵士鼓的打擊過門也有黑金屬的味道。2005年之後，前衛金屬的元素出現，並短暫浮現力量金屬的段落與民謠金屬的旋律。

## 歷史

### 組建與《無能為力》（2002年）

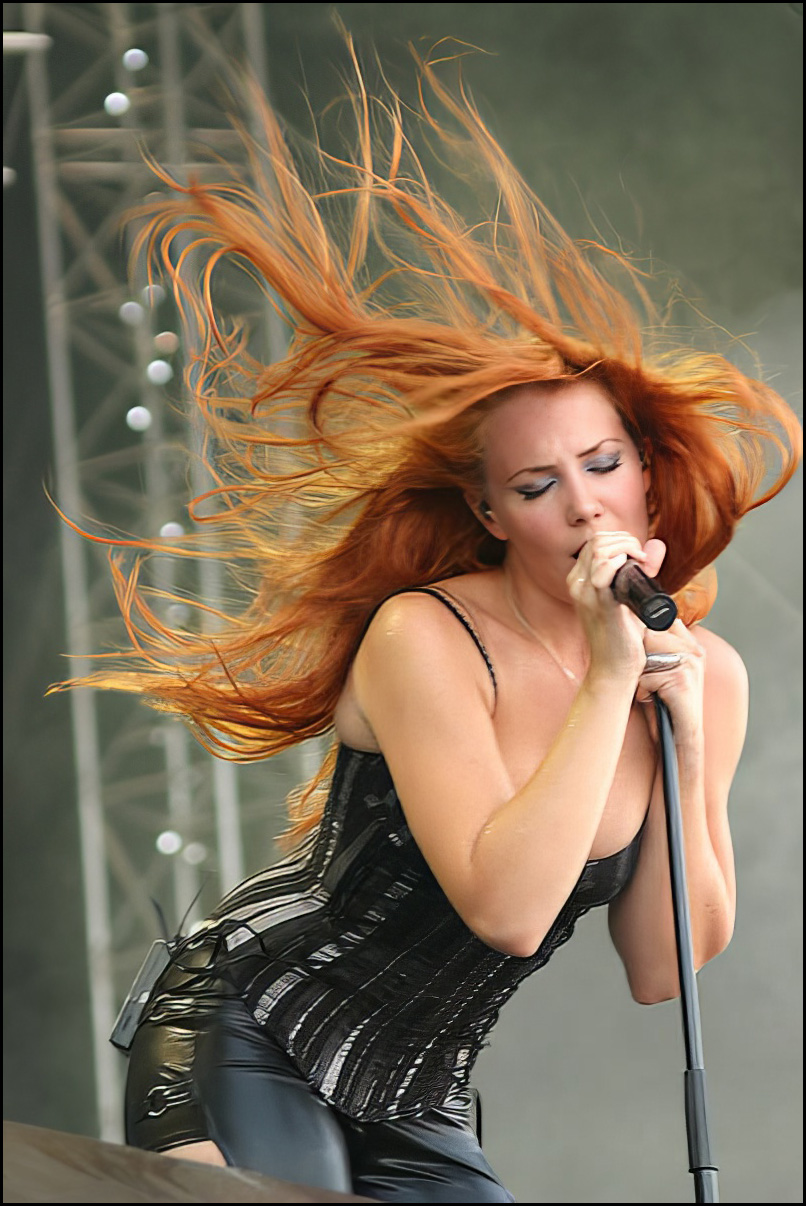
席夢娜·西蒙斯，她是黯黑史詩負責清腔聲部的主唱及台前人物。

2002年，馬可·揚森因為音樂性的不同，被待了七年的萬世沉淪開除。他立即尋找其他適合的樂手，著手成立自己的樂團，將目標放在更富有古典樂和交響樂元素的重金屬，這個音樂項目命名為撒哈拉之塵。2002年11月，前悲傷淚痕的主唱海倫娜·愛倫·麥克森加入，但是很快就被馬可·揚森當時年僅17歲的女友席夢娜·西蒙斯取代。當時的陣容為節奏吉他手馬可·揚森、主唱席夢娜·西蒙斯、主奏吉他手亞德·斯盧杰特、鼓手傑羅恩·西蒙斯、貝斯手伊夫·哈茨與鍵盤手科恩·楊森。
樂團之後尋找了一組合唱團（由兩男四女組成）和一組弦樂團（三位小提琴手，兩位中提琴手，兩位大提琴手和一位低音提琴手）一起合作。2002年11月23到24日，他們在鹿特丹錄製了第一張試聽帶《無能為力》，包含兩首歌曲。接著樂團在蒂爾堡擔任咒逐的暖場團，是首次公開演出。2003年1月，一百張《無能為力》試聽帶發行，但只是透過樂團經紀人販賣。不久後，樂團與傳動唱片簽約。

### 《魅影幻象》（2003 - 2004年）
2003年1月至3月，樂團至德國狼堡開始錄製首張專輯，唱片製作人由曾與火神安格拉、狂想曲樂團和幸運之星合作的薩沙·帕斯擔任。3月，樂團決定改名為黯黑史詩，靈感來自幸運之星的同名專輯《黯黑史詩》。2003年6月5日，發行第一張錄音室專輯《魅影幻象》，並將專輯中的曲子〈魅影幻象〉、〈偽裝〉、〈無能為力〉發行為單曲。另外一曲〈反映現實〉的主題是九一一恐怖攻擊事件，包含部分英國首相東尼·布萊爾的演說音源。馬可·揚森曾是萬世沉淪的主要創作成員，他在黯黑史詩的處女作中，將弦樂團和唱詩班擴編了兩倍大，並呈現次女高音天使般的音調，這兩個部分扮演著最重要的角色。在〈宗教聖劍〉一曲中，出現了阿拉伯音樂的特色。

### 《物換星移》、《樂譜 - 史詩之旅》（2005 - 2006年）
2004年4月至11月，樂團繼續在德國狼堡錄製新作品，製作人也同樣是薩沙·帕斯。2005年4月21日，發行第二張錄音室專輯《物換星移》，登上荷蘭專輯排行榜第12名。這張續作持續大量使用管弦樂編曲及合唱團，並具有濃厚的馬雅文明主題，例如第一首〈創世之神〉就是描述馬雅曆只記錄到了2012年，之後再也沒有任何記錄。最後一曲〈付諸遺忘〉也帶有「依循自然、反璞歸真」的馬雅思想，此曲是以電影配樂為基礎創作的，著名配樂作曲家包括丹尼·葉夫曼和漢斯·季默的影響力都在《物換星移》中可以發現到。第九曲〈聖潔三女〉中，邀請了幸運之星主唱羅伊·可汗客串獻聲。與此同時，黯黑史詩擔任幸運之星新專輯《黯黑法輪》的宣傳巡迴演唱會暖場團，席夢娜·西蒙斯也在幸運之星的〈縈繞〉一曲中客串獻聲。《物換星移》中收錄的〈孤地〉、〈生命的終止〉發行為單曲。
馬可·揚森表示：「我們總是先完成音樂的創作，然後才思索歌詞靈感。構思歌詞的時候我正在讀一些書籍，這些書提供我部分歌詞的靈感。它們主要是關於馬雅文化，我從中提煉出歌詞框架以及專輯封面的想法。基本上，不只是馬雅文化這樣的主題，我覺得任何有趣的話題都能夠契合我們的音樂，你只需要找到那個最恰當的表達方式就行了。一直以來，我都非常著迷於漢斯·季默那些電影配樂大師，而我的夢想就是把它們和金屬音樂完美結合」。
2005年9月20日，發行非金屬專輯《樂譜 - 史詩之旅》，這是荷蘭電影《兜風》的原聲帶。馬可·揚森表示：「這是一張黯黑史詩典型的作品，只是沒有歌聲、沒有吉他、沒有貝斯也沒有鼓」。2006年，與幸運之星的北美巡迴演唱會結束後，鼓手傑羅恩·西蒙斯為了追求其他的音樂興趣而離開樂團。2006年秋天，席夢娜·西蒙斯再度於幸運之星的新專輯《魅影劇院》中獻聲，參與的歌曲為〈布呂歇爾〉和〈季終〉。2006年11月，展開新專輯錄製的工作。12月，黯黑史詩在官方網站上宣布瀆神者成員羅柏·范·德洛成為新專輯的錄音鼓手，但並非是正式的樂團成員。

### 《完美陰謀》、《古典陰謀》（2007 - 2008年）

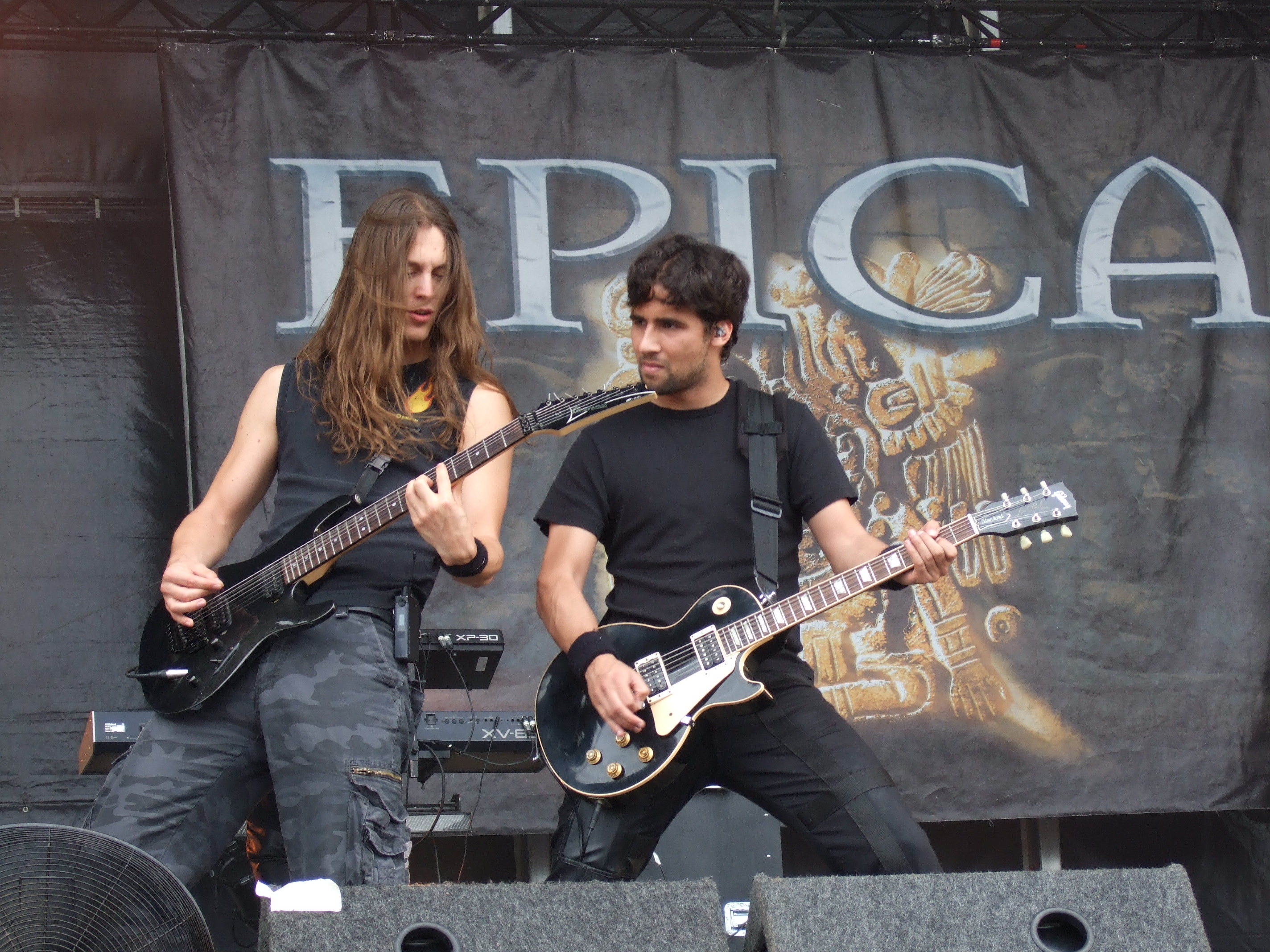
2007年，吉他手馬可·揚森與亞德·斯盧杰特在地獄盛宴音樂節的演出。

2007年，因傳動唱片破產，樂團改與核爆唱片簽約。8月10日，發行單曲〈永無止盡〉。9月，在北美展開第一次巡迴演唱會。9月7日，發行第三張專輯《完美陰謀》，這是他們第一張概念專輯，馬可·揚森表示：「其實我們從來沒有創作過一張真正的概念專輯，也就是那種所有歌詞都圍繞講述一個故事的專輯。我們在錄製專輯的時候經常會為了追求完美效果而淘汰或更動一些曲目，但是當你創作一張概念專輯的時候，這就不可能了，因為你所有的曲子都必須圍繞著中心故事」。專輯以「神聖」與「陰謀」為主線，歌曲的概念是上帝為人類創造了許多不同的宗教，但是它們在本質上其實是一樣的，因此專輯取名為《完美陰謀》。專輯中也有用希伯來語描寫關於潛伏罪惡的觀點，為樂團增添了多元化。這張專輯成功登上荷蘭專輯排行榜第9名。2007年12月，羅柏·范·德洛成為正式鼓手。
2008年1月，主唱席夢娜·西蒙斯受到抗藥性金黃色葡萄球菌感染，迫使樂團取消許多演出。4月，樂團再度回到北美，與永劫回歸和X交響樂樂團一同舉行巡迴演唱，這次是由美國女歌手雅曼達·莎默薇兒擔任臨時主唱。5月11日，席夢娜·西蒙斯康復，回到巡演的行列中。12月，樂團回到錄音室展開新專輯的工作。12月16日，主奏吉他手亞德·斯盧杰特離開了樂團，他在個人網頁上說明，因為時間限制無法享受作曲的樂趣而感到沮喪。2009年1月，樂團宣布瀆神者的前成員艾薩克·德拉哈伊入替，擔任新的主奏吉他手。同年5月8日，樂團發行現場專輯《古典陰謀》，內容是去年6月14日在匈牙利密什科茲歌劇音樂節中的演出實況。黯黑史詩不僅與四十人管弦樂團及三十人唱詩班合作演奏自己的歌曲，同時還演奏古典作品，包括安東尼奧·韋瓦第、安東寧·德弗札克、朱塞佩·威爾第、愛德華·葛利格多名音樂家的經典之作。另外還演奏了《星際大戰》、《神鬼奇航》、《蜘蛛人》的電影配樂。

### 《宇宙編年史》（2009 - 2010年）

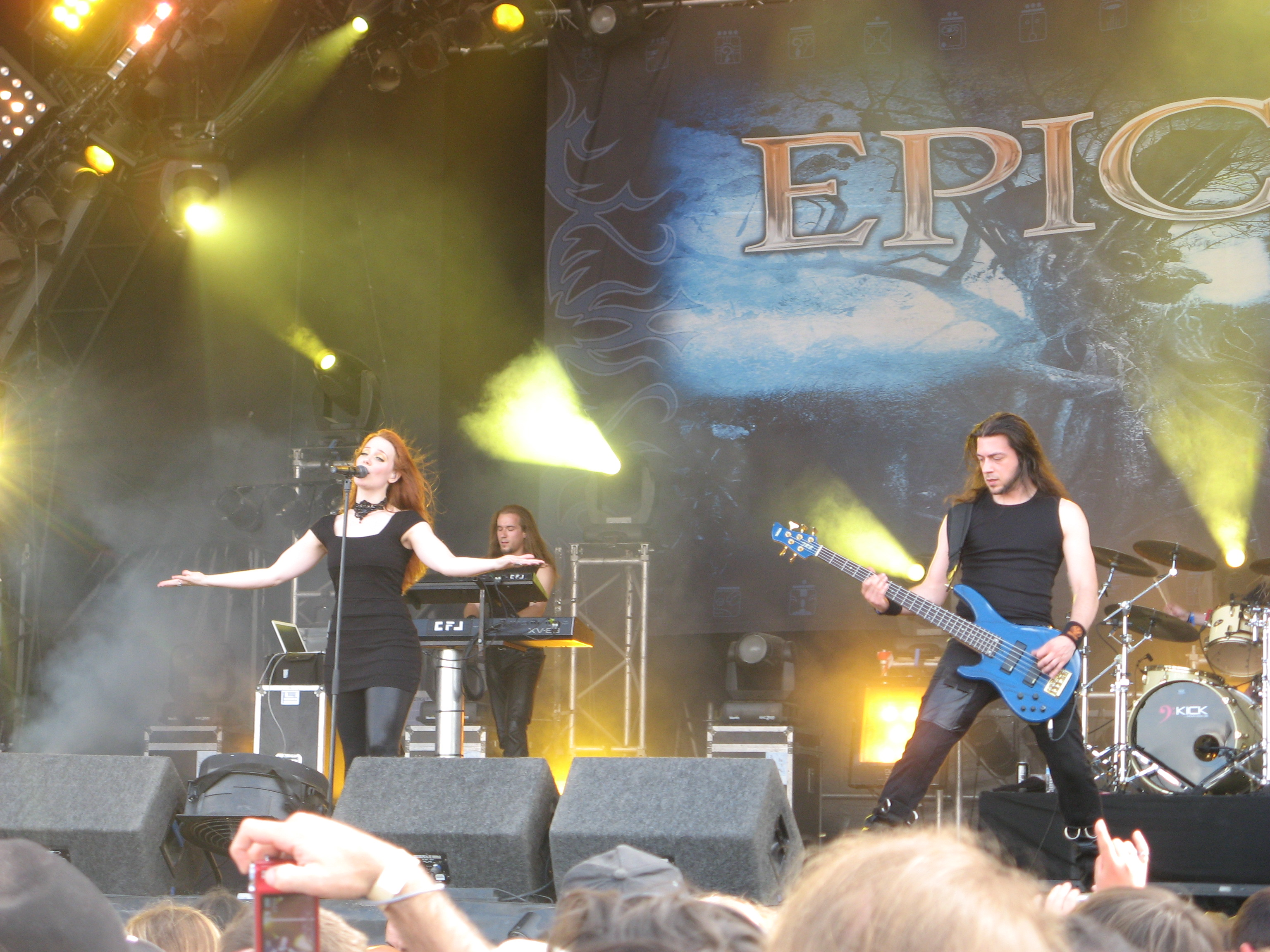
2009年的黯黑史詩。

2009年3月4日，黯黑史詩正式進入新專輯的錄音階段，這次他們除了在德國狼堡，又轉移到比利時的安特衛普和伊珀爾製作。同年10月10日，樂團在荷蘭帕拉迪索音樂廳演出新專輯的曲子。10月16日，發行第四張錄音室專輯《宇宙編年史》，登上荷蘭專輯排行榜第8名，在許多歐洲鄰國（如奧地利、比利時、德國、法國、瑞士）的排行榜上取得成績，也獲得了相當程度的好評。《宇宙編年史》當時在荷蘭專輯排行榜上停留了五個禮拜，經過了半年多之後，因為樂團於2010年5月28日參加粉紅娃娃音樂節的精采演出，《宇宙編年史》又再度衝上了排行榜。這是新吉他手艾薩克·德拉哈伊加入後的首次錄音作品。他們這次邀請極光奏鳴曲樂團的主唱托尼·卡科在〈急流〉一曲中客串獻聲。2010年10月15日，樂團發行單曲〈現在是時候了〉，所有唱片營收都捐贈給世界自然基金會。
《宇宙編年史》在歌詞方面是一個新的開始，馬可·揚森開始引入量子力學的觀點，圍繞人類的思維、夢想與想像力。在音樂性上，整體依然保持宏大的史詩感，但侵略性增加不少。和聲編寫上，也依舊十分貼近電影配樂的手法。馬可·揚森表示：「電影配樂對我的影響顯而易見，我最推崇的就是漢斯·季默，而我也從他的作品中得到很大啟發。通常我在看一部電影時，如果它的配樂不怎麼用心，那我可能連看都不想看。但是如果配樂非常精彩，那我也會更喜歡這部電影，也更能投入情節中。從這裡可以發現，配樂對一部電影來說是非常重要的，但如果配樂能夠在脫離電影的情況下，依然聽起來很優秀，這就是最棒的配樂了。在我心目中，莫利克奈的作品是真正的大師經典、傳世作品，即使你沒有在看電影，只憑音樂想像，那些場景也能栩栩如生的重現在腦海裡。這些都會對我們的音樂產生影響」。
2010年夏季，黯黑史詩展開了宣傳《宇宙編年史》的世界巡迴演唱會，包括歐洲許多重要的硬搖滾及重金屬音樂節，例如瓦肯音樂祭、粉紅娃娃音樂節、搖滾大師音樂節，都在上萬名觀眾前演出。秋季時，樂團第三度返回美國和加拿大演出。而歐洲、特別是家鄉荷蘭的幾場演出都迅速達成門票完售的佳績。之後樂團陸續在巴西、阿根廷、智利、祕魯、玻利維亞、烏拉圭等國舉行他們第一次的南美洲巡迴演出。2010年9月，席夢娜·西蒙斯再次和幸運之星合作新專輯《索命頌歌》，這次她在三首曲子中與羅伊·可汗合唱。

### 《冷漠安魂曲》、《璀璨十年回顧演唱會》（2011 - 2013年）

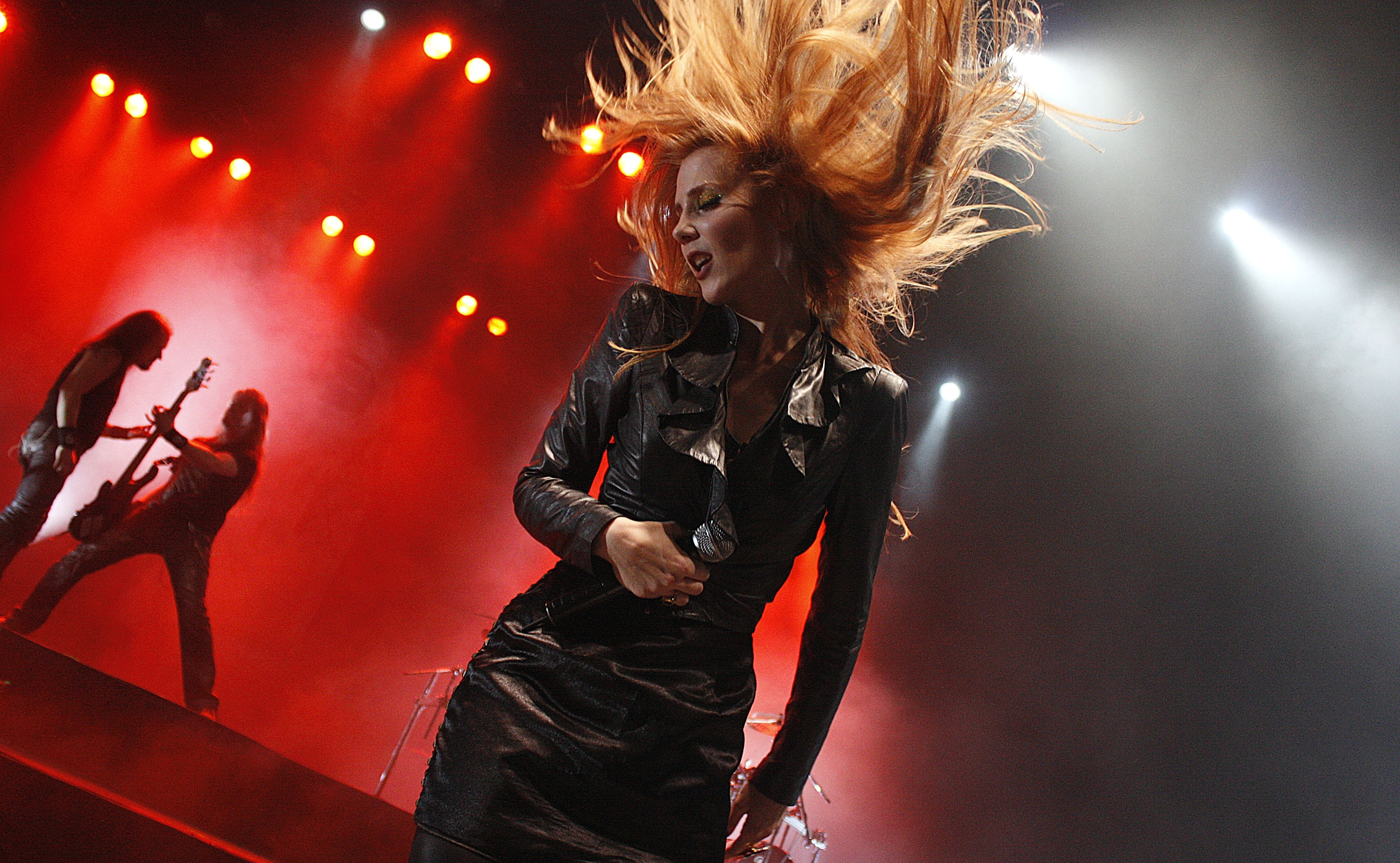
2012年的黯黑史詩。

2011年2月，樂團結束南美洲巡迴演出之後，開始撰寫新作品的音樂。5月時，完成了十四首曲子的作曲部分。10月進入錄音室，在德國、比利時與荷蘭分別進行不同的工作。製作人依舊是薩沙·帕斯。12月1日，馬可·揚森公布了新專輯名稱，也提到歌詞是關於不同宗教與文化的衝突，戰爭、自然災害及巨大經濟危機之間的緊張局勢，因為宇宙、地球、自然、動物與人類是互相關連的。他表示：「這張專輯的主題是 — 如果我們人類繼續忽視並且否認那些毀滅行為的話，那人類最終就會自我毀滅。這是一張非常陰暗、同時兼具激進論調的專輯。封面的構想基本上是和專輯主題一致的，意思是 — 即使我們被冰冷的機器所包圍，但在我們真實的心靈裡面，依然懷有對大自然的熱愛，這也是我們能夠改變這一切的關鍵。對於那些仍然拒絕、或只是不願意看見的人們而言，我們所處的這個時間點，將會是一個時代終結的序幕曲。但是，獻給冷漠者的安魂曲同時也可能是一個偉大新機會的開始」。
2012年3月9日，在歐洲發行第五張錄音室專輯《冷漠安魂曲》，美國則是在3月12日發行。3月25日，樂團透過官方網站宣布伊夫·哈茨退出，貝斯手改由德蘭樂團的前成員羅柏·范·德洛接任。4月24日，〈憂傷風暴〉的音樂錄影帶正式發布，當天在影音分享網站YouTube上獲得將近十三萬觀看次數。《冷漠安魂曲》開始取得國際上的成功，登上美國告示牌二百強專輯榜第105名、日本公信榜第172名。它也獲得普遍好評，美國線上音樂資料庫Allmusic音樂評論家詹姆斯·克里斯托弗·蒙格表示：「這是一張精心設計、野心十足的專輯，具有大量的合唱部分和古典樂編曲，樂團整齊的融合了哥德金屬、前衛金屬、力量金屬和交響金屬，以出色的次女高音歌劇唱腔為中心，展現出樂團的獨特風格和精湛技藝，令人印象深刻」。不過美國指南網站About.com持不同意見：「《冷漠安魂曲》是他們的過渡專輯，試圖擴大音樂實驗的範圍，怪異的重覆段和歌聲會讓他們失去樂迷青睞」。
2012年8月，樂團受荷蘭電視節目《別大驚小怪》邀請，為患有輕度自閉症及智能障礙的魯德·沃爾特林完成心願，他一直希望能與黯黑史詩錄製一首歌曲。魯德·沃爾特林創作了〈永恆〉，並與黯黑史詩一起排練錄音。在影音分享網站YouTube上可以看到他與席夢娜·西蒙斯合唱、與樂團成員們一起享受音樂的情形。9月16日《別大驚小怪》播出了這次特別的合作內容。9月21日，核爆唱片將〈永恆〉發行為公益單曲，所得用於慈善事業。
2013年3月23日，黯黑史詩在荷蘭恩荷芬舉行慶祝樂團成立滿十週年的「璀璨十年回顧演唱會」，門票迅速完售。當天他們與加起來共七十人編制的管弦樂團、國家大劇院合唱團共同演奏，並邀請了特別嘉賓包括日暮頌歌主唱芙洛·楊森、黯黑史詩前成員伊夫·哈茨、亞德·斯盧杰特、傑羅恩·西蒙斯登台共演。樂團也邀請了「芬蘭之聲」日暮頌歌前主唱塔雅·圖倫尼登台，但臨時因為她的行程問題而作罷。在節目中，樂團表演特別為當天演唱會創作的同名新曲〈回顧〉，也演奏一些古典樂曲、著名歌劇及電影配樂中的著名段落。演唱會上，科恩·楊森宣布樂團會將演出實況發行為影像作品。接著，樂團開始了全球巡迴演唱會，地點包括歐洲、南美洲、俄羅斯等。8月，樂團進入錄音室開始新專輯的工作。11月8日，發行影像作品《璀璨十年回顧演唱會》。

### 《量子之謎》、史詩金屬音樂節（2014 - 2015年）

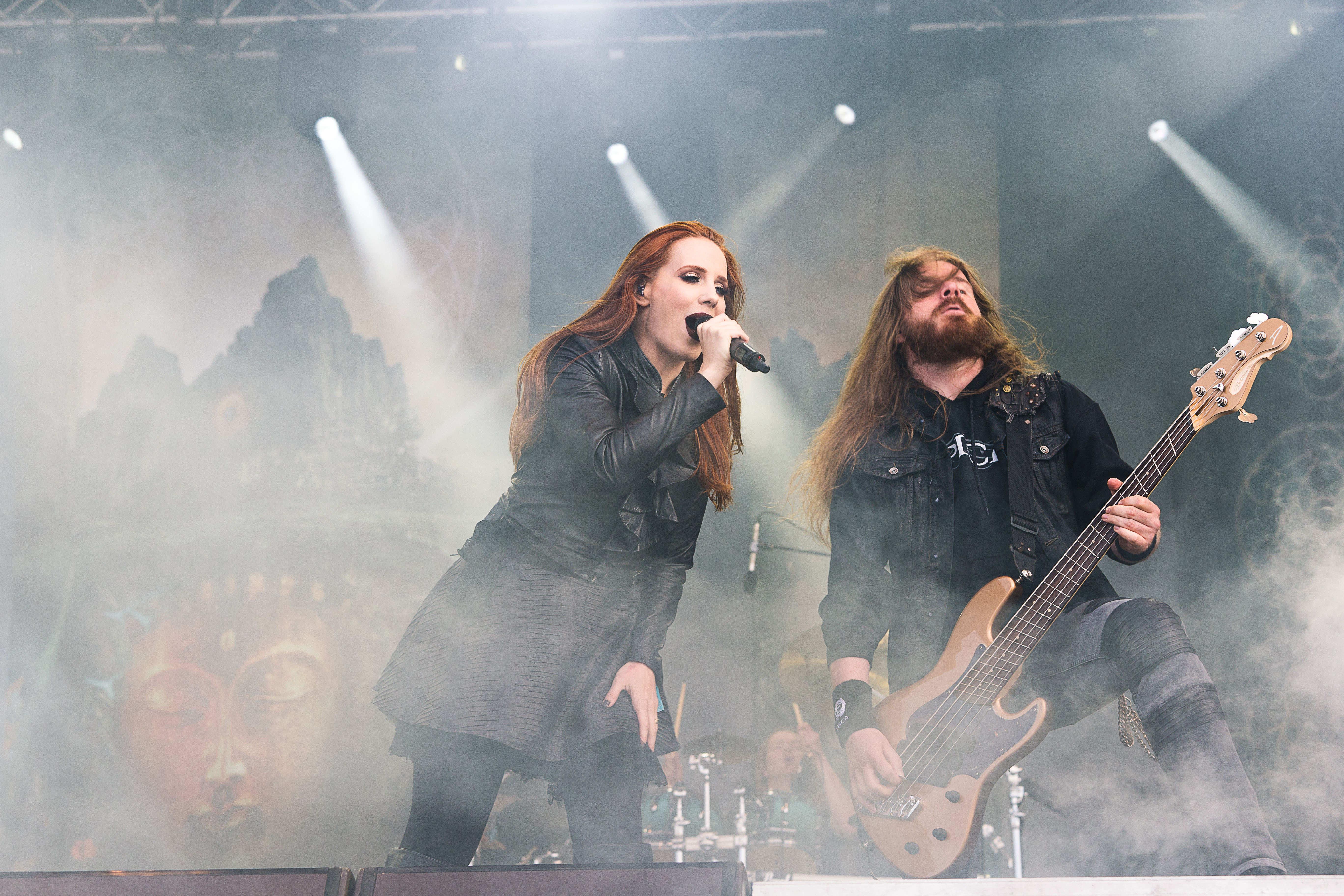
2015年的黯黑史詩。

為了對聲音和製作部分引入一些新鮮的元素，樂團更換了錄音室以及製作人，由前萬世沉淪鍵盤手祖斯·范·登布魯克擔任。幾乎每位成員都參與了創作，而製作過程也比以往都要耗時，他們試驗了所有可能的組合方式，來尋找最適合新專輯的聲音。強調沉重、細節和可聽性，跳出狹義的交響金屬範疇。馬可·揚森表示：「如果《璀璨十年回顧演唱會》代表黯黑史詩的第一個時期，我們認為，這張新專輯則標誌著一個新時代。我已經聽完了，我覺得永遠聽不膩！它比較前衛，但又保留所有黯黑史詩的元素，或許可以用耳目一新來形容這張專輯，它是我們團隊努力的結果。看到成員們充滿動力的創作是一件非常棒的事情。雖然這次的聲音比較重（吉他、貝斯和鼓的聲音都很暴力！！），但它仍然是一張很動聽的專輯。這次有點受到我們早期的一些作品影響，有些地方參考了《宇宙編年史》，同時也加入了一些新元素。我等不及想讓你們早點聽到這張讓我們感到驕傲的專輯」。
第一張單曲〈沉默的本質〉搶先在2014年3月17日發行為數位音樂下載，在各大音樂平台上架，三天後發佈歌詞音樂影片。4月8日，發行第二張單曲〈釋放烏托邦〉。5月2日，在歐洲和英國發行第六張錄音室專輯《量子之謎》，它獲得市場成功，在家鄉荷蘭拿到第4名。5月13日在美國發行，登上告示牌二百強專輯榜第110名。10月30日，發佈〈意外的受害者〉音樂錄影帶。新專輯的名字令人聯想到之前樂團討論過的量子力學，馬可·揚森表示：「是的，《量子之謎》這張專輯的創作概念是基於量子力學的，其中涉及到的基本思想是，一旦我們去觀察一個粒子，那我們就一定會影響到它本身的狀態和行為。我們甚至根本無法在毫無干擾的情況下觀察到它。我們的宇宙是由無數的粒子所組成，所以若我們不去觀察它們，我們就無法知曉這個世界的狀態，但如果我們去觀察它們，那麼我們又會影響到這個世界，變成無法得知它不被影響時候的原本狀態。我認為萬事萬物的基本屬性就是量子態的，但是對於音樂，我更願意將它作為一種由愛和激情所構成的藝術形式」。
睽違一年的現場表演，黯黑史詩在發行《量子之謎》後，以荷蘭蒂爾堡作為重返舞台的起點。在2014年和2015年間，樂團巡迴了歐洲、亞洲、非洲、南美洲和北美洲，宣傳他們的最新力作。2015年6月3日，樂團在其官方網站上宣布，將要舉辦由樂團成員組織策畫的音樂節盛會。席夢娜·西蒙斯表示：「舉辦我們自己的音樂節，是黯黑史詩長久以來的夢想。我們非常自豪能夠呈現國際頂尖金屬樂團聚集的陣容，真的很棒！這一天肯定是我們職業生涯的亮點，我們希望能夠能與大家分享！」。6月5日，鑒於在國際上成功推廣荷蘭藝術，黯黑史詩獲頒布馬音樂輸出獎。馬可·揚森透過官方網站感謝樂團的樂迷：「我們很榮幸能獲得這個獎項，這是多年來為黯黑史詩投入無數時間和精力的一大成就，這也表明了一個事實，只要你跟隨自己內心的聲音，最終將會得到收穫和承認，感謝所有來自世界各地的樂迷！」。11月22日，黯黑史詩在荷蘭恩荷芬舉行第一屆史詩金屬音樂節，當時陣容還包括龍族悍將、懾魂史詩、恐懼工廠、寒月魔咒、德蘭樂團與無邊幾何等知名樂團。

### 《全息主義》（2016年 - 至今）

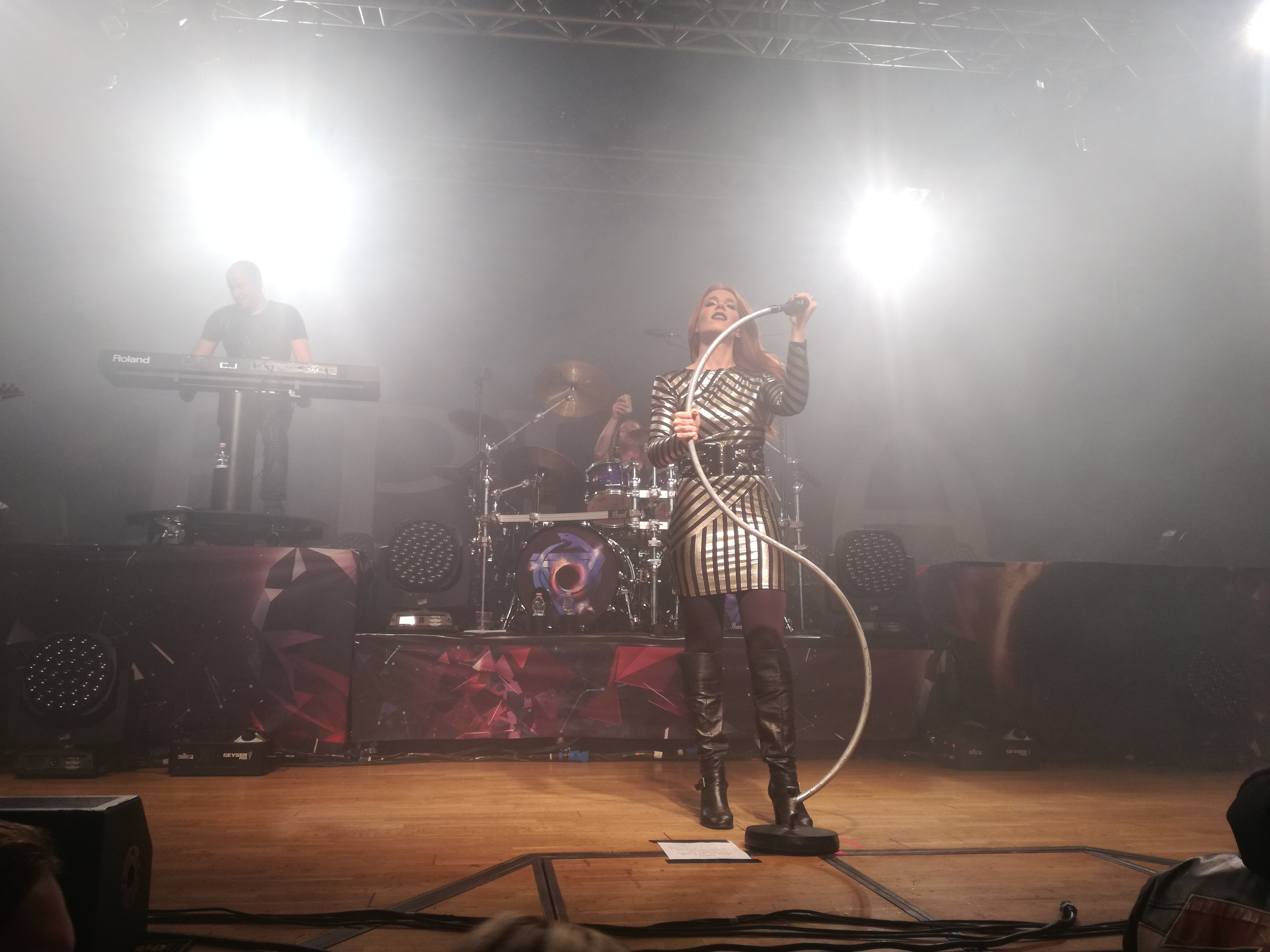
2017年的黯黑史詩。

2016年5月31日，黯黑史詩公布了新專輯名稱和發行日期。席夢娜·西蒙斯接受電視採訪時，討論了新專輯的複雜度。她解釋說，跟以前的專輯相比之下，黯黑史詩這回使用更多「真實的現場樂器」，這張專輯是「樂團至今為止最雄心勃勃的作品」。樂團也宣布，專輯發行後會立即舉辦第二次的史詩金屬音樂節，來為新的作品造勢。在這次錄音期間，節奏吉他手馬可·揚森只擔任吼腔主唱的部分，所有吉他都是艾薩克·德拉哈伊彈奏的。專輯概念圍繞在宇宙的真實存在性，「宇宙是否只是一幅數位合成的全息投影？」。馬可·揚森表示：「現代的人類已經能夠運用虛擬實境科技，創造出自己的世界，這些逼真的偽世界與我們所知的現實世界幾乎難以區分了。這讓人們思考一個問題，我們當前的現實本身可能是虛擬實境 — 只是全息投影在欺騙我們的感官罷了。歌詞將會挑戰所有你原先的認知，並對最近的科學革命重新審視，似乎沒有什麼是真實的，即使是我們身處的宇宙也一樣」。
2016年9月30日，發行第七張錄音室專輯《全息主義》，登上告示牌二百強專輯榜第139名。10月1日，黯黑史詩在荷蘭蒂爾堡舉行第二屆史詩金屬音樂節，當時陣容還包括精神分裂樂團、結構、馬雅人、血肉啟示錄、激流樂團、痛苦處女、海洋樂團、邪惡侵略者等樂團。11月4日至12月3日，樂團展開北美巡迴演唱會。2017年1月12日至2月4日，展開歐洲巡迴演唱會。2月24日起，在俄羅斯連續演出三天。2月28日至3月5日，展開北歐巡迴演唱會。4月4日至4月9日，展開亞洲巡迴演唱會。5月5日至5月21日，展開中南美洲巡迴演唱會。

## 音樂風格

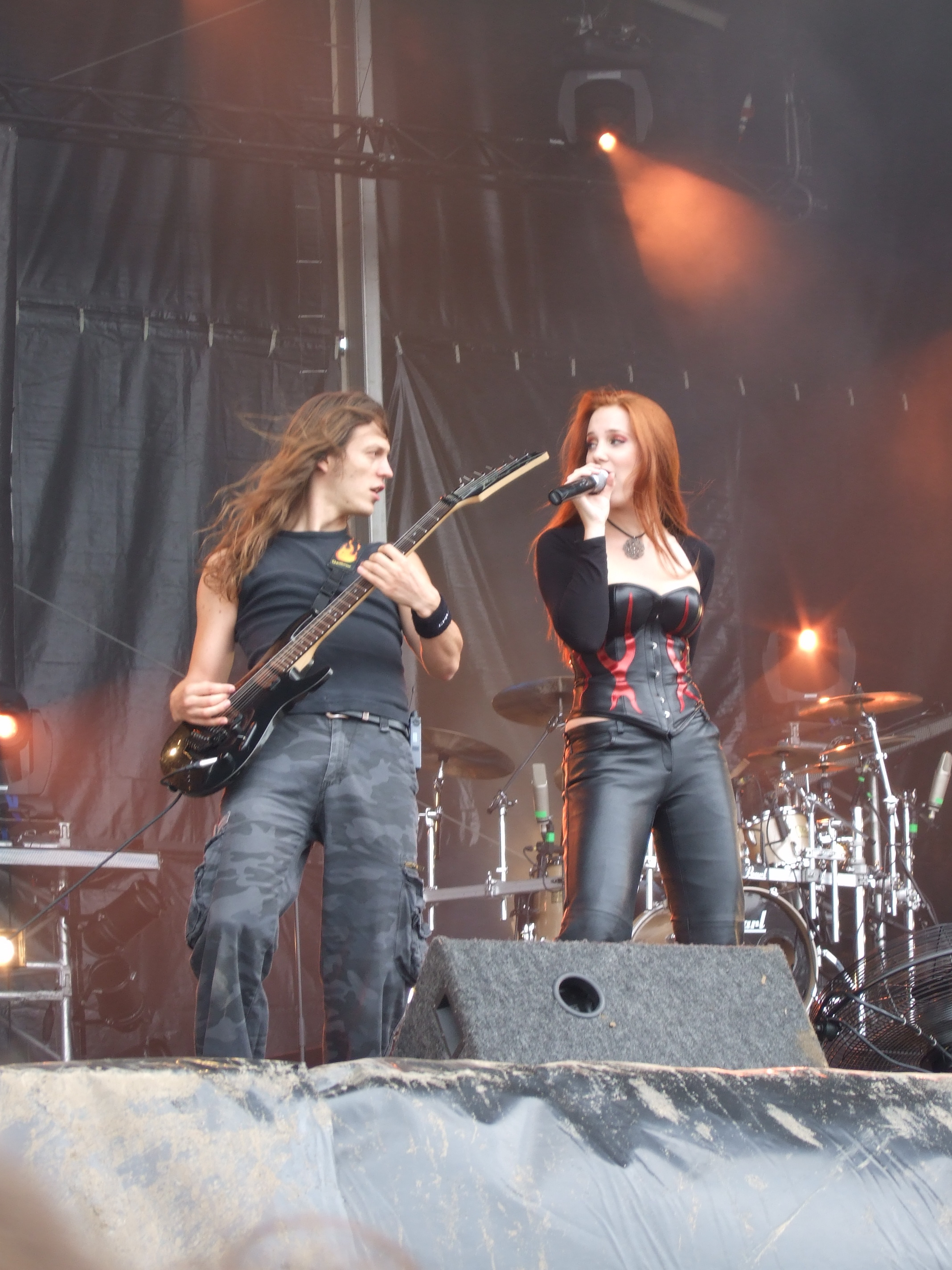
席夢娜·西蒙斯的歌劇清腔和馬可·揚森的低沉死腔是樂團的音樂特色。

黯黑史詩是傾向哥德金屬的交響金屬樂團，並在後期受到死亡金屬的影響，逐漸融入了旋律死亡金屬的元素。從第三張專輯開始，前衛金屬的特徵也開始變得明顯。此外，他們也時常運用鞭擊金屬和蠱戮金屬的即興重覆段、黑金屬的過門、短暫浮現的力量金屬段落和阿拉伯音樂。一些歌曲還有電子音樂元素、結構金屬變調，以及源自中東、中國和凱爾特民謠金屬的旋律。黯黑史詩也以優美厚實的女性古典唱腔著名，與富有侵略力量的金屬樂互相交織，形成非常流行、容易掌握、氣勢恢弘、情感濃郁的複雜旋律。在樂團的人聲表現中，席夢娜·西蒙斯和馬可·揚森分別使用女性清腔和男性死腔，形成歌劇《美女與野獸》、天使與魔鬼般的衝突感。
樂團的前任吉他手亞德·斯盧傑特表示：「黯黑史詩是力量金屬與哥德金屬之間的一座橋梁」。主唱席夢娜·西蒙斯表示偏愛人們把黯黑史詩歸類為交響金屬。而樂團的創始人馬可·揚森說：「我們不介意被稱作哥德金屬」。他將黯黑史詩描述為「交響死亡金屬」，是死亡金屬和交響金屬之間的橋樑。黯黑史詩的音樂具有侵略性和誇飾的成分，有時是極端的浮華。一些歌曲是「如史詩般盛大、雄偉的」，而另一些則是「更加柔和、感傷」的歌曲。樂團也帶有前衛音樂的元素，並有很多哥德式氣氛和多愁善感的情緒。
黯黑史詩運用許多交響金屬和哥德金屬樂團標誌性的極端手法，一方面運用殘暴低沉的死腔、黑腔與吼腔，另一方面又用空靈優美的女聲旋律，形成強烈的兩極對比。美國線上音樂資料庫Allmusic音樂評論家愛德里·瓦達維亞表示：「黯黑史詩的吸引力來自『光明』與『黑暗』兩種極端聲音，他們一直在探索這種衝突的美學。而強大的吉他即興重覆段與快速靈活的鼓點編排，造成另一股高聳厚重的衝擊戲劇性，這與管弦樂和鍵盤所堆疊出的悅耳音樂又持續互相衝擊」。
主唱席夢娜·西蒙斯雖然是以次女高音音域的歌劇式唱腔為中心，但有時她也會演唱「毫無瑕疵、帶有豐富情感的純淨女低音」。不過，席夢娜·西蒙斯認為早年錯認自己的音域是次女高音，事實上她應該是女高音。馬可·揚森的死腔雖然是用來襯托席夢娜·西蒙斯的天籟歌聲，但是他呈現出的陽剛邪氣也非常重要，這對於音樂的平衡度和多樣性上具有同等的價值。黯黑史詩也因為廣泛使用管弦樂團和歌劇唱詩班而聞名。而在歌詞主題上，經常涉及哲學、心理、精神、社會、政治和個人情感。他們也很重視詞彙在音樂上的裝飾，例如吟誦字句和演唱拉丁語、阿拉伯語或希伯來語的歌詞。

## 成員列表

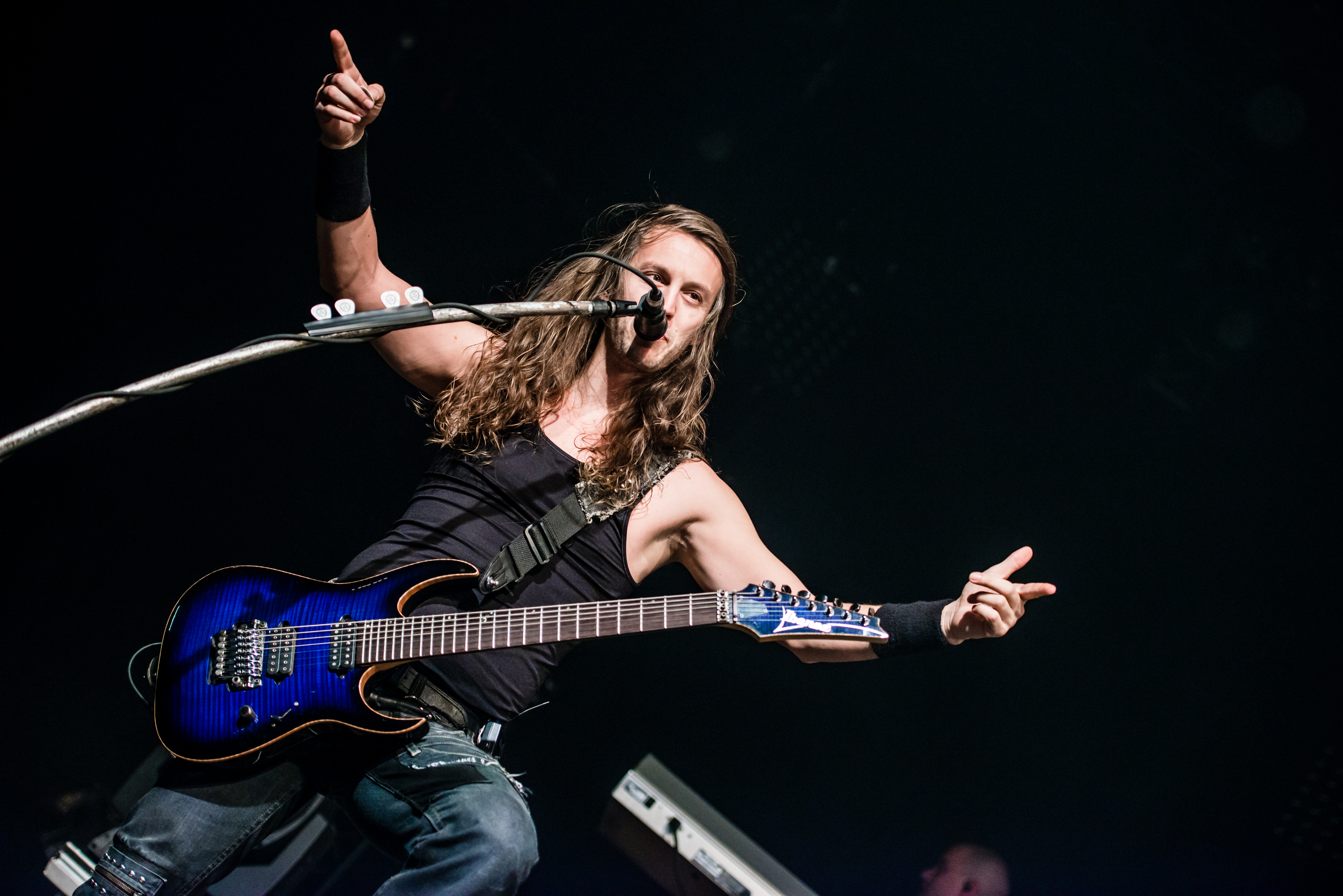
馬可·揚森
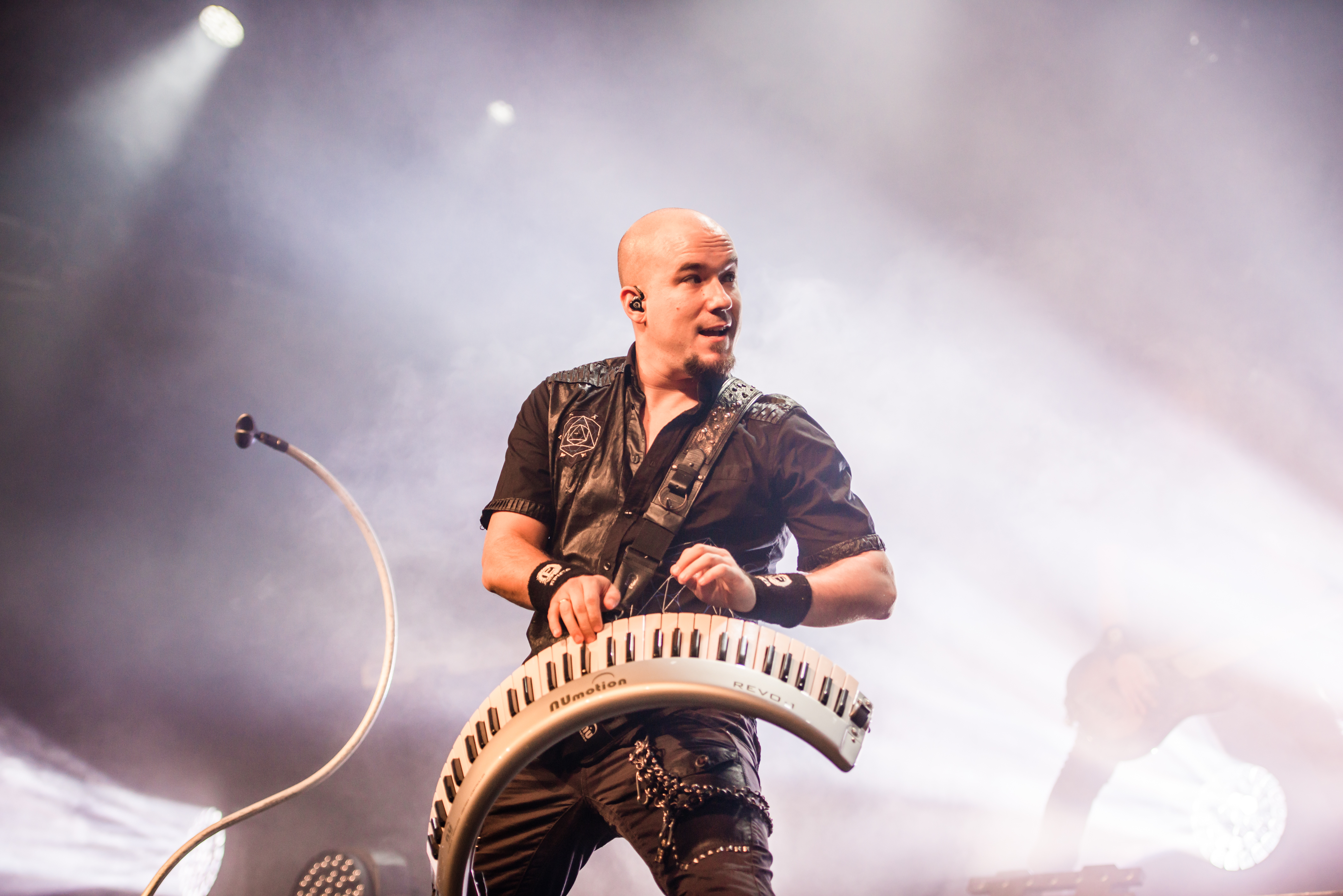
科恩·楊森
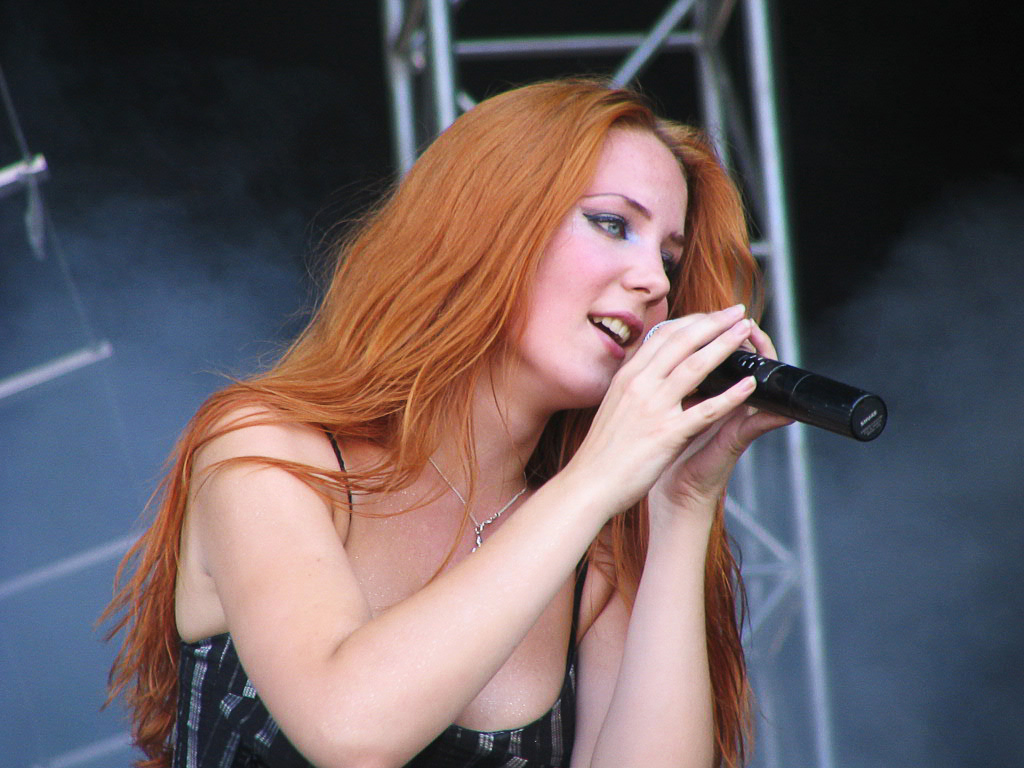
席夢娜·西蒙斯
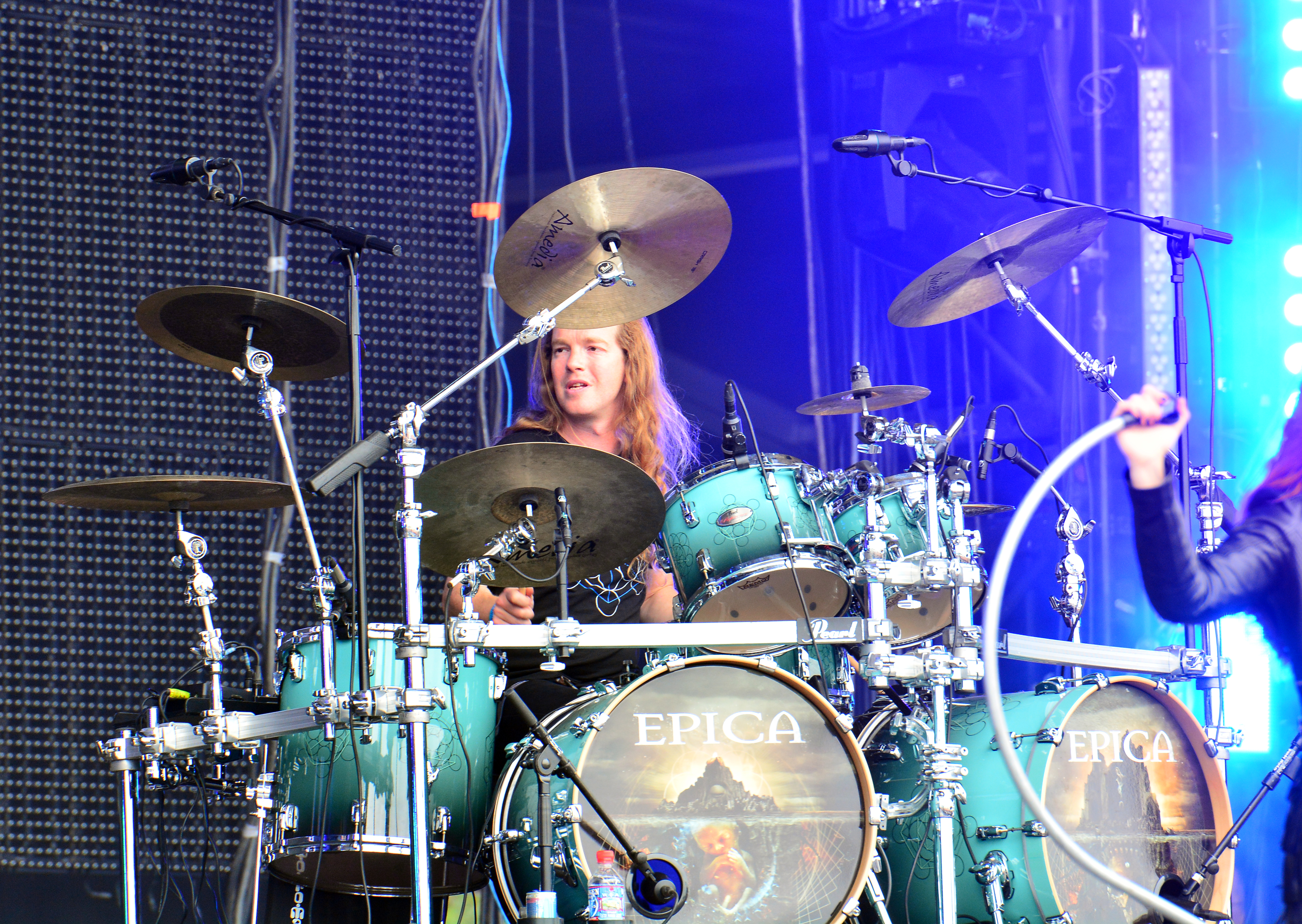
艾倫·范·韋森貝克
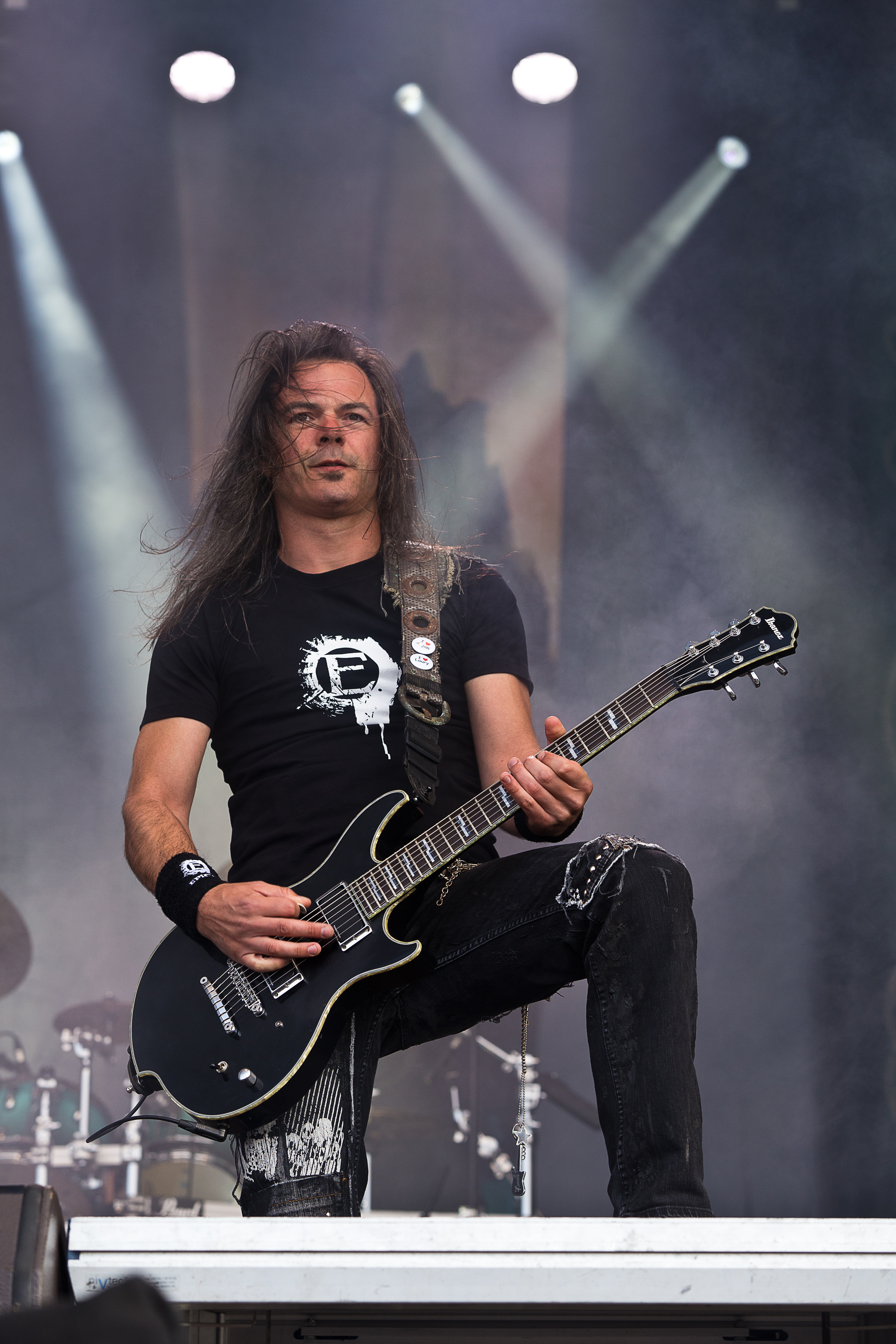
艾薩克·德拉哈伊

### 現任成員
- 馬可·揚森 – 節奏吉他、主奏吉他、吼腔主唱（英语：Death growl）（2002年 - 至今）
- 科恩·楊森（義大利語：Coen Janssen） –  鍵盤、 合成器、鋼琴（2002年 - 至今）
- 席夢娜·西蒙斯 – 清腔主唱（2002年 - 至今）
- 艾倫·范·韋森貝克（英语：Ariën van Weesenbeek） – 鼓、吟誦和聲、吼腔和聲（2006 - 2007年錄音支援，2007年 - 至今）
- 艾薩克·德拉哈伊（英语：Isaac Delahaye） – 主奏吉他、清腔和聲（2009年 - 至今）
- 羅柏·范·德洛（義大利語：Rob van der Loo） – 貝斯 （2012年 - 至今）

| - 伊夫·哈茨 – 貝斯 （2002 - 2012年，2013年嘉賓） - 亞德·斯盧杰特 – 主奏吉他（2002 - 2008年，2013年嘉賓） - 傑羅恩·西蒙斯 – 鼓（2002 - 2006年，2013年嘉賓） - 海倫娜·愛倫·麥克森 – 清腔主唱（2002年） | - 柯恩·赫斯特 – 鼓（2007年） - 雅曼達·莎默薇兒 – 清腔主唱（2008年） - 奧利弗·帕洛塔伊 – 鍵盤（2011年） |

## 作品
更詳細的列表請參見主條目：黯黑史詩作品列表
| - 魅影幻象（2003年6月5日） - 物換星移（2005年4月21日） - 完美陰謀（2007年9月7日） - 宇宙編年史（2009年10月16日） - 冷漠安魂曲（2012年3月9日） - 量子之謎（2014年5月2日） - 全息主義（2016年9月30日） - 與我同行-錄音室現場精選實錄（2004年9月） - 古典陰謀（2009年5月8日） - 璀璨十年回顧演唱會（2013年11月8日） | - 樂譜 - 史詩之旅（2005年9月20日） - 天堂之路 (精選輯)（2006年5月8日） - 史詩精選（2013年10月14日） - 與我同行-現場實錄（2004年9月） - 璀璨十年回顧演唱會（2013年11月8日） - 無能為力（2003年） |

## 外部連結
- 官方网站
- 黯黑史詩的Facebook專頁
- 黯黑史詩的X（前Twitter）
- 黯黑史詩的Instagram帳戶
- 黯黑史詩Spotify頁面
- 黯黑史詩官方Youtube頻道 （页面存档备份，存于）